# Gde si, dušo, gde si, rano
Gde si, dušo, gde si, rano je deseti studijski album pevačice Merime Njegomir i drugi koji je izdat 1992. godine. Objavljen je 8. oktobra u izdanju PGP RTB kao LP i kaseta. Na albumu se nalazi osam izvornih i dve komponovane narodne pesme. Producent albuma je Žarko Vukašinović.

## Pesme na albumu
| Br. | Naziv                            | Muzika                     | Tekst                      | Aranžman         |
| --- | -------------------------------- | -------------------------- | -------------------------- | ---------------- |
| 1.  | Gde si, dušo, gde si, rano       |                            | Branko Radičević           | Ljubiša Pavković |
| 2.  | Sve ptičice zapjevale            | narodna                    | narodni                    | Ljubiša Pavković |
| 3.  | Kišo, tiho padaj                 | Vitomir Životić            | Zoran Obradović            | Ljubiša Pavković |
| 4.  | Po mjesečini kraj šimšira        | narodna                    | narodni                    | Ljubiša Pavković |
| 5.  | Maramica sva od bele svile       | narodna                    | narodni                    | Ljubiša Pavković |
| 6.  | Stojanke, bela Vranjanke         | narodna                    | narodni                    | Ljubiša Pavković |
| 7.  | Znaš li, dragi, onu šljivu ranku | Miodrag Todorović Krnjevac | Miodrag Todorović Krnjevac | Ljubiša Pavković |
| 8.  | Oj, djevojko mala                | narodna                    | narodni                    | Ljubiša Pavković |
| 9.  | Mila majko, šalji me na vodu     | narodna                    | narodni                    | Ljubiša Pavković |
| 10. | Zvjezda tjera mjeseca            | narodna                    | narodni                    | Ljubiša Pavković |

## Spoljašnje veze
- Gde si, dušo, gde si, rano na discogs.com